# Tutti i cani muoiono da soli
Tutti i cani muoiono soli è un film del 2023 diretto da Paolo Pisanu, tratto dall'omonima sceneggiatura vincitrice del premio Solinas 2018 scritta dal regista stesso e da Gianni Tetti.

## Trama
In Sardegna, Rudi è un malavitoso privo di scrupoli. Fin quando un giorno si troverà a doversi occupare di sua figlia dopo un lungo periodo di lontananza ed affetta da una malattia neurodegenerativa.

## Distribuzione
Il film è stato distribuito nelle sale cinematografiche italiane a partire dall'11 maggio 2023.